# 自由党 (リベリア)
自由党（じゆうとう、Liberty Party、略称:LP）は、リベリアの政党。
2005年11月10日に行われた総選挙（Liberian elections, 2005）では大統領候補にチャールズ・ブラムスキンを擁立し、得票率13.9パーセント、第3位につけた。自由党は上院（Senate）で3議席、下院（House of Representatives）で9議席を獲得した。